# Andrija Ciccarelli
Andrija Ciccarelli (1759. – 1823.), hrvatski je povjesničar. Za hrvatsku je povijest bitan po svojem djelu Osservazioni sull' isola della Brazza e Sopra quella nobiltà u kojemu je važan izvor o ustanku pučana na otoku Hvaru, a u kojem piše s protupučanskog gledišta, optužujući ih za "izvoz revolucije" na Brač, dok same pobunjene pučane naziva okrutnim ubojicama.